# 1872 en musique
| \| • Retour à la chronologie générale de la musique populaire • \| |
| XXIe siècle • XXe siècle • XIXe siècle • XVIIIe siècle XVIIe siècle • XVIe siècle • XVe siècle • XIVe siècle XIIIe siècle • XIIe siècle • XIe siècle • Xe siècle IXe siècle • VIIIe siècle • Haut Moyen Âge • Rome • Grèce |
| • Retour à la chronologie générale de la musique populaire • |

| • Retour à la chronologie générale de la musique populaire • |

| Années de la musique populaire : 1868 - 1869 - 1870 - 1871 - 1872 - 1873 - 1874    |
| Décennies de la musique populaire : 1840 - 1850 - 1860 - 1870 - 1880 - 1890 - 1900 |

## Événements et œuvres
- Inauguration de la salle de spectacle L'Européen dans le 17e arrondissement de Paris sous le nom de Concert européen.
- mars : le folkloriste Adolphe Orain recueille la première version de la danse chantée bretonne Les Filles des forges au village du Cannée sur la commune de Paimpont.
- Le folkloriste musical russe Aleksandr Roubets publie Deux cent soixante chansons populaires ukrainiennes ; son matériel musical a été utilisé pour des arrangements ultérieurs par notamment Piotr Ilitch Tchaïkovski, Nikolaï Rimski-Korsakov et Modeste Moussorgski.

## Publications
- Victor Gelu, Lou Garagai, chanson provençale avec glossaire et notes,, Marseille, E. Camoin, 59 p.[1].
- Joseph Lavergne, Mes filles, chansons anciennes et nouvelles, Paris, C. Chaumont, 396 p.
- Joseph Mazabraud, La Limousina, deuxième libre de chansou en potouei limousi nimai en françoi, Limoges, veuve H. Ducourtieux, 176 p.

## Naissances
- 13 novembre : Félix Mayol, chanteur français, mort en 1941.
- 9 juillet : Gaston Mardochée Brunswick, dit Montéhus, chansonnier français, mort en 1952.
- 15 juillet : Camille Robert, compositeur et parolier français, mort en 1957.
- 10 août : Bill Johnson, contrebassiste de jazz américain, mort en 1972.

## Décès
- 8 janvier : Pavel Iakouchkine, ethnographe russe, collecteur de chansons populaires († 14 janvier 1822).
- 7 juillet : Pierre Lachambeaudie, chansonnier, poète et goguettier français, né en 1806.
- 20 janvier : Raffaele Sacco, poète et écrivain italien, probablement l'auteur du texte de la chanson napolitaine Te voglio bene assaje († 14 août 1787).
- 21 novembre : Myllarguten, violoniste norvégien, jouant du violon traditionnel Hardanger, né en 1801.